# Identificator uniform de resurse
Un identificator uniform de resurse (în original în engleză Uniform Resource Identifier, abreviat URI) este o secvență alfanumerică univocă și universală a unei resurse de pe Internet, cum ar fi un document sau un site web. Deseori URI-ul unei resurse este identic cu URL-ul ei (localizator uniform de resurse), formă timpurie a identificatorului URI.

### Sintaxa URI
conform RFC 1630:
```
<schema>:<locatie>[?<interogarea>][#<fragmentul>]
```

Exemplu:
```
  foo://example.com:8042/over/there?name=ferret#nose
  \ /   \______________/\_________/ \_________/ \__/
   |           |             |           |        |
schema    autoritatea      calea    interogare  fragment
   |   ______________________|_
  / \ /                        \
  
urn:example:animal:ferret:nose
```

Identificatorul Wikipediei în limba română este http://ro.wikipedia.org